# Saint-Germain-sous-Doue
Saint-Germain-sous-Doue ist eine französische Gemeinde mit 553 Einwohnern (Stand: 1. Januar 2022) im Département Seine-et-Marne in der Region Île-de-France. Sie gehört zum Arrondissement Provins und zum Kanton Coulommiers (bis 2015: Kanton Rebais). Die Einwohner nennen sich Germinois.

## Lage
Saint-Germain-sous-Doue liegt etwa 59 Kilometer östlich von Paris. Umgeben wird Saint-Germain-sous-Doue von den Nachbargemeinden Doue im Norden, Saint-Denis-lès-Rebais im Osten, Boissy-le-Châtel im Süden, Aulnoy im Westen sowie Jouarre im Nordwesten.

## Bevölkerungsentwicklung
| Jahr                      | 1962 | 1968 | 1975 | 1982 | 1990 | 1999 | 2006 | 2013 | 2022 |
| Einwohner                 | 292  | 245  | 229  | 268  | 364  | 382  | 461  | 496  | 553  |
| Quelle: Cassini und INSEE |      |      |      |      |      |      |      |      |      |

## Sehenswürdigkeiten
siehe auch: Liste der Monuments historiques in Saint-Germain-sous-Doue

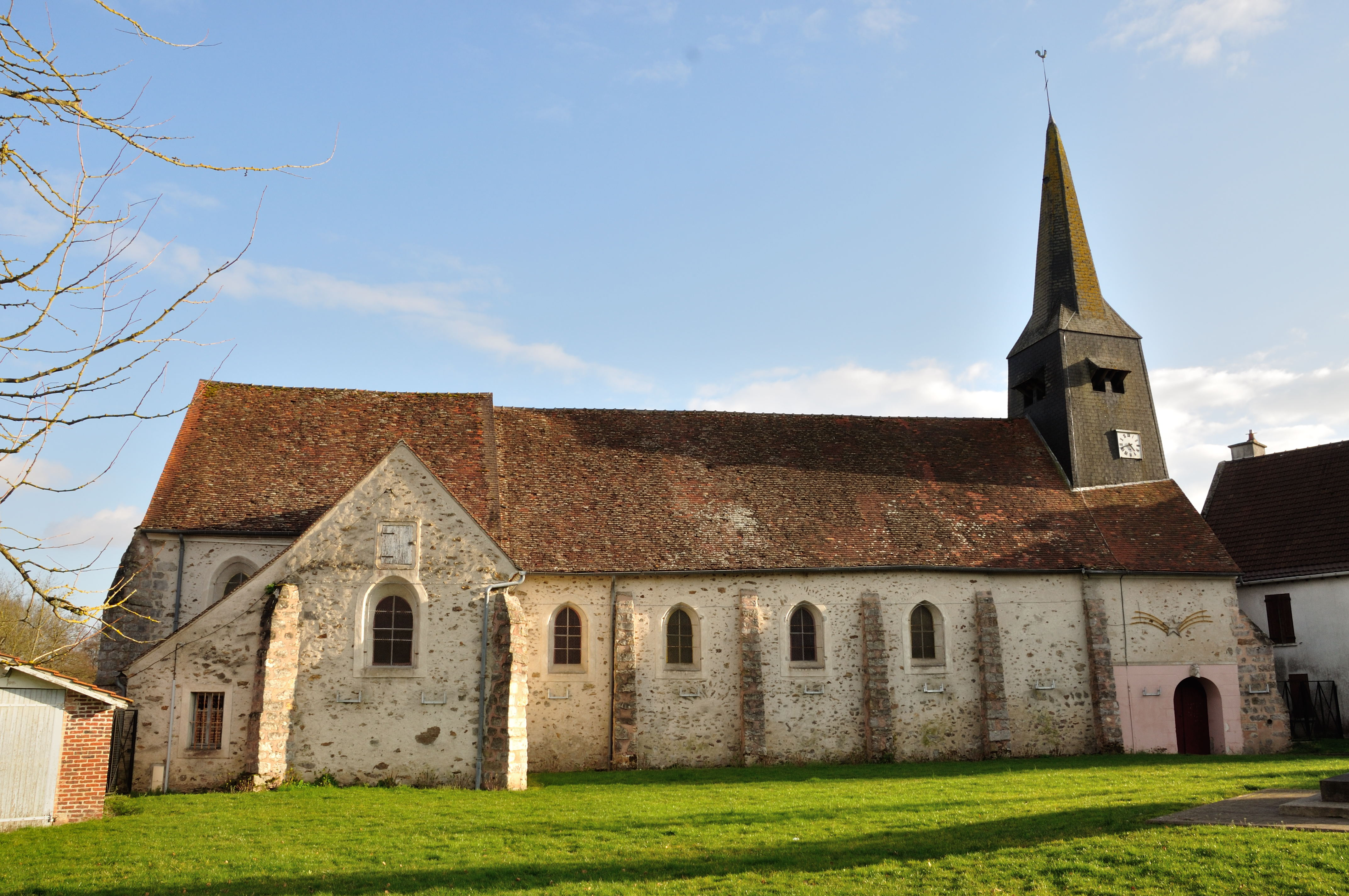
Kirche Saint-Germain

- Kirche Saint-Germain